# Fabrikgebäude Madaus
Das Fabrikgebäude Madaus liegt im Radebeuler Industriegebiet, an der Gartenstraße 22. Es wurde um 1938 für das Unternehmen Madaus errichtet und gehörte zu DDR-Zeiten zum Arzneimittelwerk Dresden. Nach der Wende stand es leer, wurde in den Jahren 2013/14 saniert und zu einer Wohnanlage umgebaut.

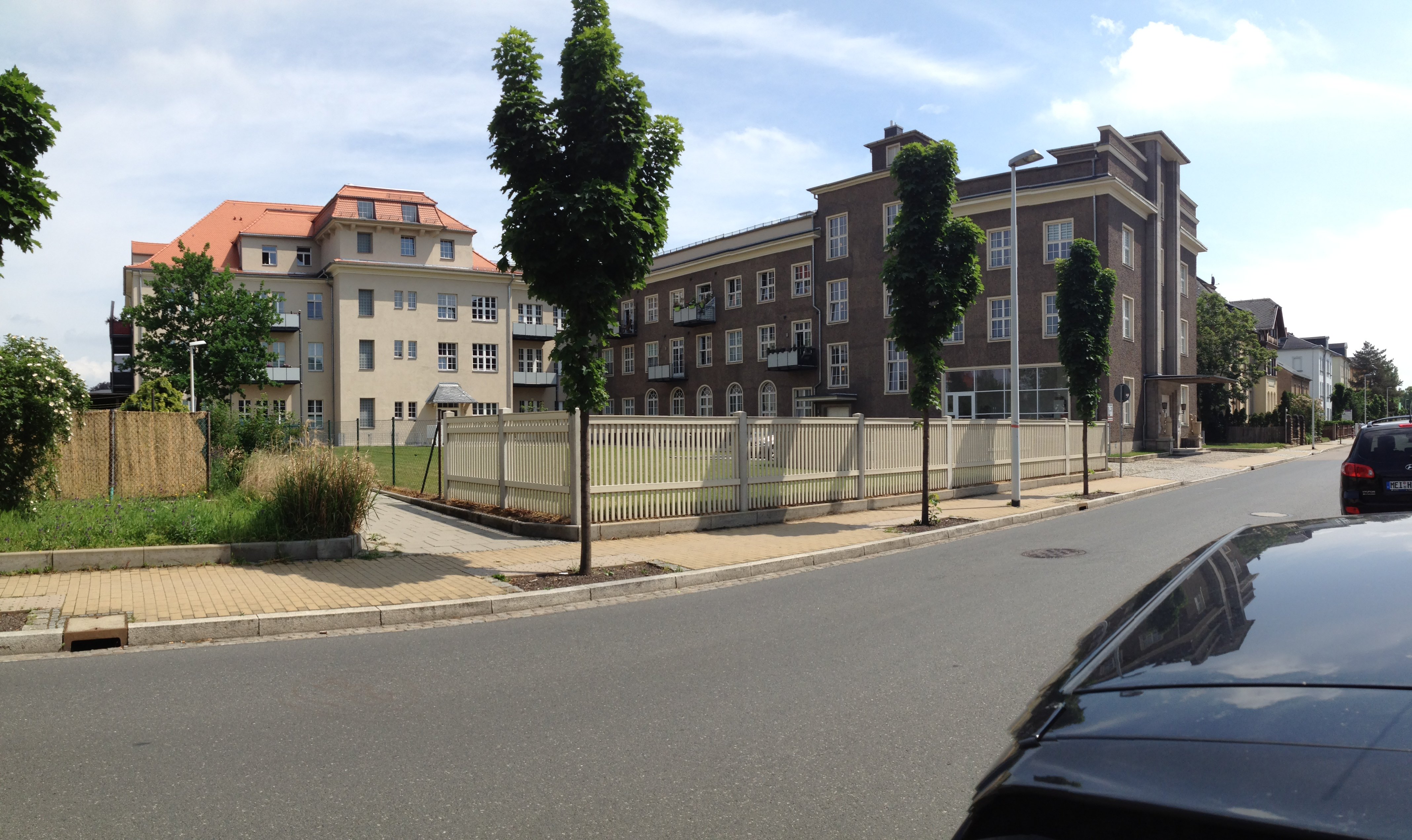
Industriegebäude Madaus, nach dem Umbau zur Wohnanlage (2016)

## Beschreibung

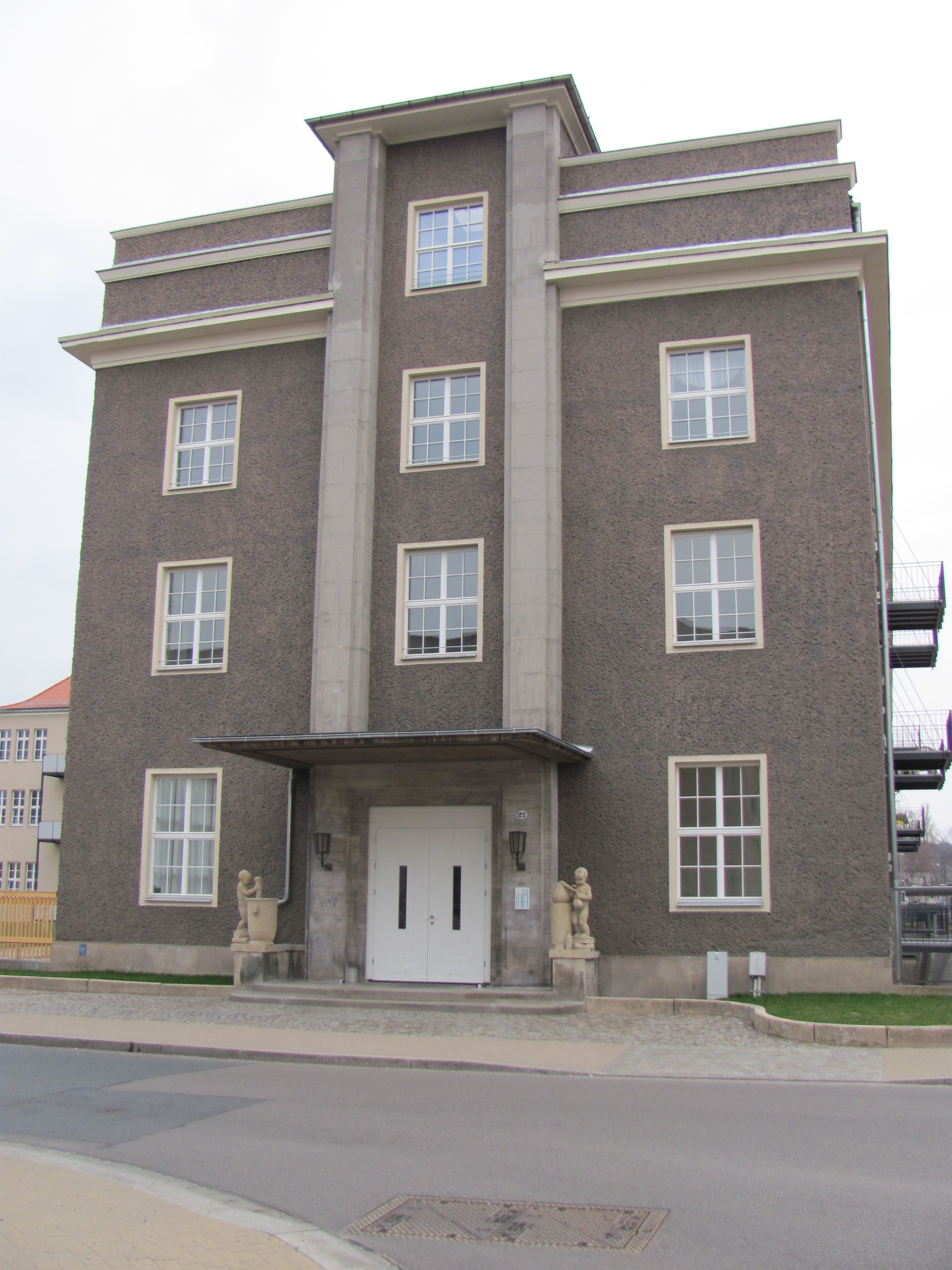
Kunststeinplastiken Kinder mit pharmazeutischen Geräten

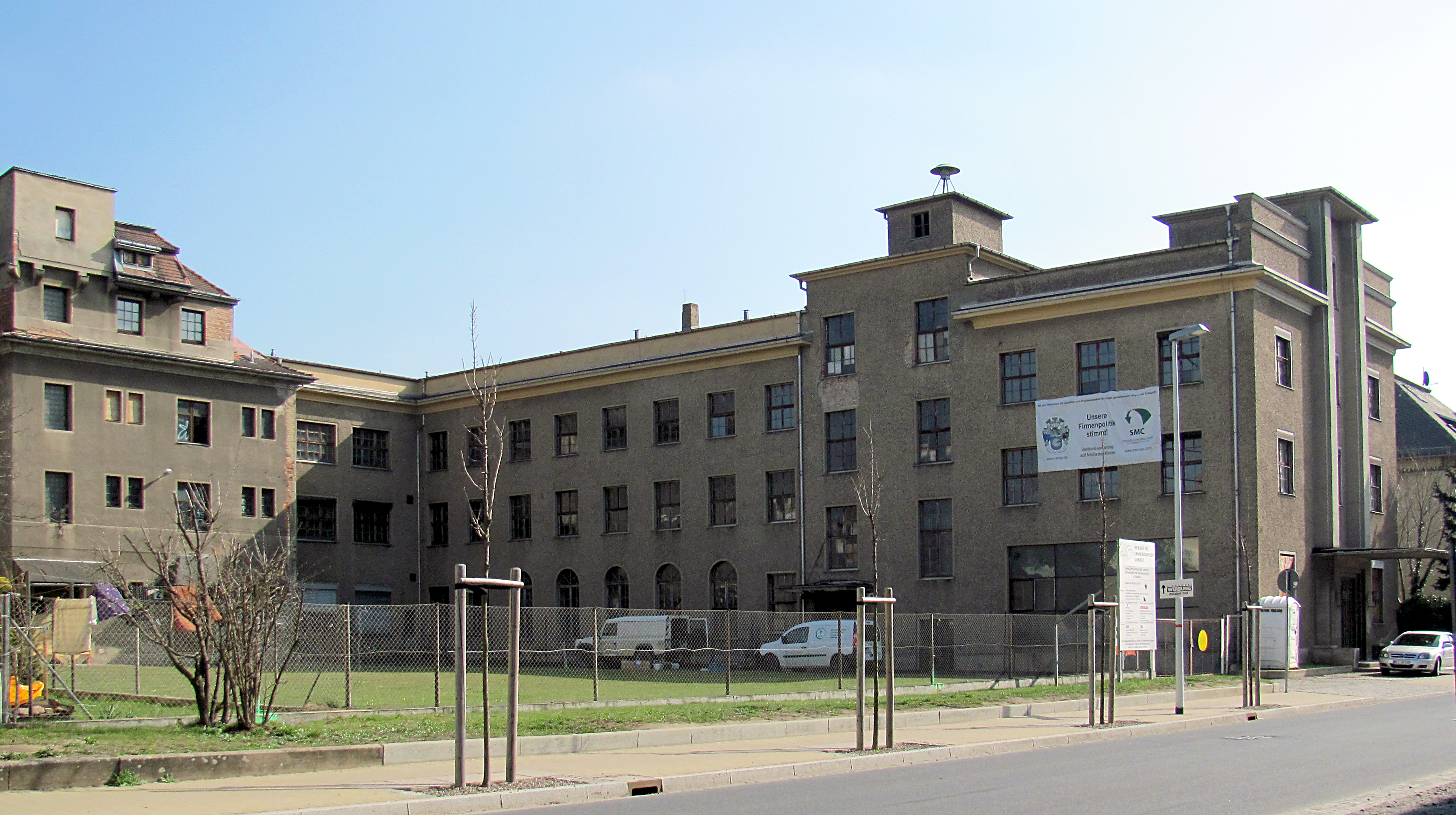
Industriegebäude Madaus, vor der Sanierung (2012)

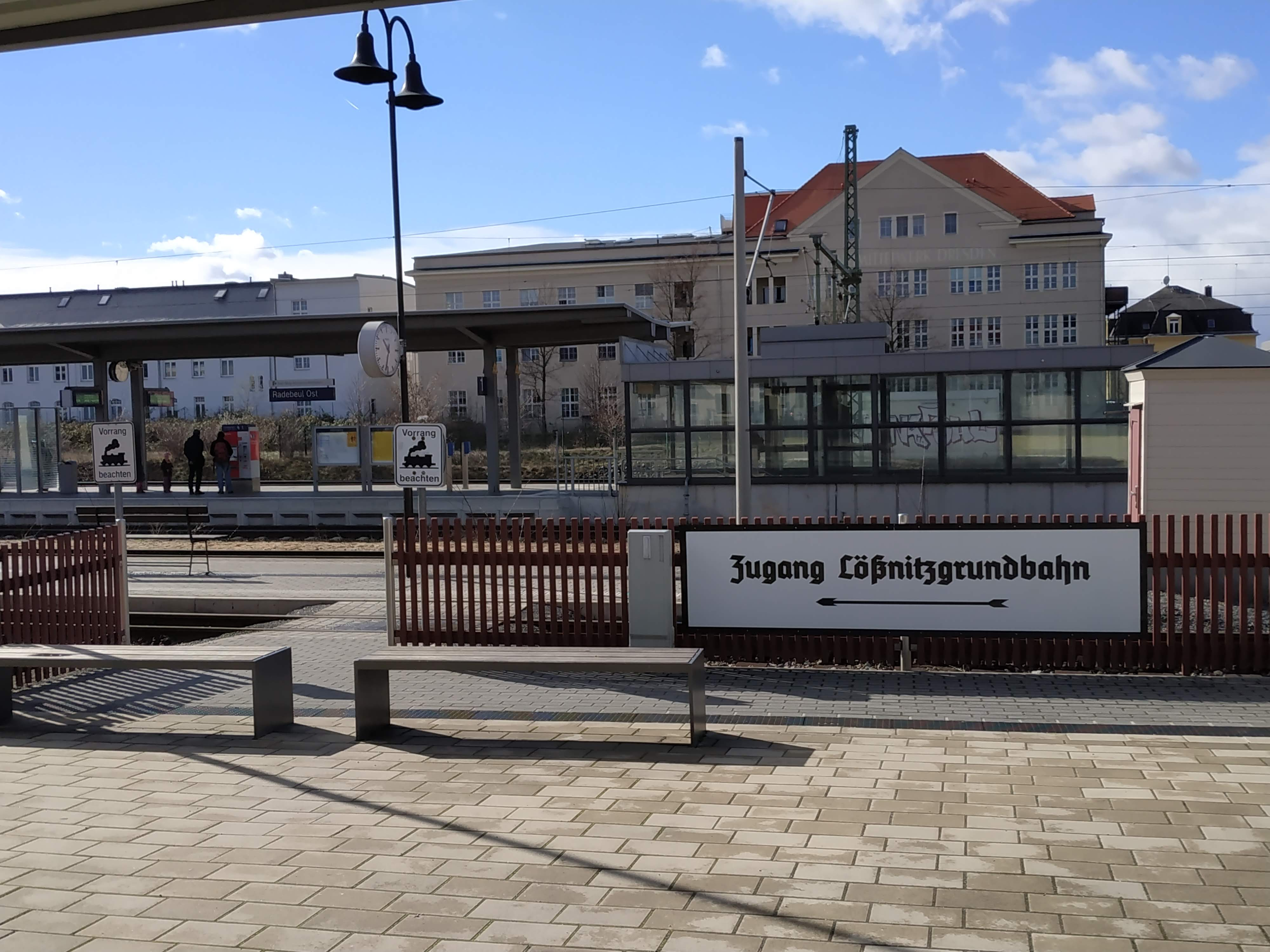
Bahnseitige Front nach der Sanierung, mit der Aufschrift „Arzneimittelwerk Dresden“ (2019)

Der dreigeschossige, ehemalige Industriebau an der Straße steht mitsamt der Kinderplastiken unter Denkmalschutz. Der Winkelbau besteht aus zwei Flügeln, von denen der eine senkrecht im Grundstück steht und mit seiner Schmalseite zur Straße zeigt. Dort befindet sich der „repräsentative Haupteingang“, dessen Portal von einer weit vorkragenden Platte überdacht und durch darüber stark hervortretende Wandpfeiler betont wird. Auf den seitlichen Begrenzungen der Eingangsstufe stehen zwei Kinderplastiken aus Kunststein von Burkhart Ebe: die Putten mit Mörser und Kolben oder auch Kinder mit pharmazeutischen Geräten (Foto von 2014; im Jahr 2021 sind die beiden Figuren rechts und links des Eingangs gegenseitig vertauscht).
Der zweite, nicht denkmalgeschützte Flügel (Gartenstraße 20) knickt hinten im Grundstück rechtwinklig nach links ab und verläuft auf der Rückseite parallel zu den Schienen am Bahnhof Radebeul Ost. Etwa mittig steht zur Gartenstraße hin vor dem rückwärtigen Querflügel ein kubischer Vorbau mit einer Dachlandschaft, während das sonstige Gebäude von einem sehr flachen Satteldach bedeckt ist, das hinter einer Dachkante verschwindet, wodurch sich der Anschein eines Flachdachs ergibt. Unter der Dachkante verläuft ein starkes Hauptgesims.
Die rechte Seitenansicht des straßenseitigen Flügels wird teilweise durch prismatische Lisenen gegliedert. Der gesamte Bau ist verputzt, hinzu kommen Betonwerkstein-Gliederungen.
Während der Bau an der Bahnlinie hell gestaltet wurde, erhielt der Rauputz des denkmalgeschützten Flügels „seine ursprüngliche dunkle Putzfarbigkeit“ zurück.